# Batty Fischer

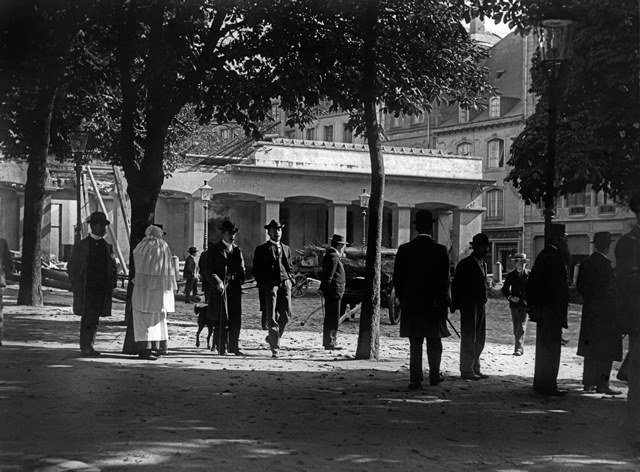
Batty Fischer: Demolice hlavní stráže pruské posádky, Lucemburk, asi 1903

Jean-Baptiste (Batty) Fischer (24. července 1877 – 27. prosince 1958) byl lucemburský zubař a amatérský fotograf. Nejznámější je jeho sbírka asi 10 000 fotografií, které bohatě dokumentují vývoj města Lucemburk od konce 19. století do 50. let 20. století. Mnohé z těchto dokumentů zachycují budovy, zejména fasády a umělecké povrchové úpravy, o které měl zvláštní zájem. Jeho snímky se často vyznačují neobvyklou živostí, jak se mu dařilo zachycovat předměty v rámci běžné činnosti a někdy vtipně líčí své volné chvíle. Na rozdíl od jiných dochovaných fotografií z Lucemburku ze stejného období, jsou Fischerovy snímky neobvyklé svým počtem a kontinuitou. Fotografoval prakticky každý víkend, když měl volno. Chodil po městě, fotografoval a na zadní stranu snímků psal krátký historický popis. Tímto způsobem systematicky dokumentoval vývoj města od Belle Époque až do poválečných let.

## Raný život a rodina
Batty Fischer se narodil 24. července 1877 v Marché aux Herbes naproti velkovévodskému paláci, kde měli jeho rodiče Josef Fischer a Marguerite Marie Ferronová obchod s módním oblečením a kožešinami. Batty byl nejstarší ze tří dětí; jeho sestra Marguerite a bratr Fritz měli později převzít rodinný podnik. Po absolvování střední školy Fischer studoval stomatologii na Ecole Dentaire v Paříži .

## Profesionální kariéra
Ve věku 20 let se Fischer vrátil do Lucemburska a zahájil praxi na Grand-Rue, kterou později přestěhoval do budovy poblíž Brasserie Pôle Nord přilehlé k Pont Adolphe. V roce 1942, poté, co byl okupačními nacisty zbaven licence na základě toho, že příliš podporoval Francouze, praktikoval na rohu Boulevard d'Avranches a Avenue de la Gare .

## Amatérská fotografie
Zatímco stomatologie byla Fischerovou profesí, jeho skutečným zájmem byla fotografie. Často ho bylo možné vidět procházet se s fotoaparátem po městě, kde fotografoval zajímavé předměty, které ho zaujaly. Odjakživa svobodný mládenec svému koníčku věnoval velkou část svého volného času. Považován za diletanta, projevoval značný zájem o umění a hudbu, stýkal se s mnoha místními malíři, spisovateli a novináři. Fischer byl také vynalézavý při sestavování vlastních teleobjektivů . Po provedení všech výpočtů objednal u místního optika potřebné prvky čoček a zapouzdřil je do lakovaných podomácku vyrobených trubic z papírmaše, což poskytlo vybavení typu, který v té době nebylo možné získat komerčně.
Zatímco Fischer projevoval velký zájem o fotografování budov a předmětů fyzického zájmu ve městě Lucemburk a jeho okolí, byl také zběhlý ve fotografování místních mužů, žen a dětí v jejich přirozeném prostředí, často na jejich pracovišti. Jeho záběry často vyjadřují nezvyklou živost, když se mu podařilo zachytit své subjekty při jejich běžných činnostech a někdy i zábavně ztvárnit jejich volnočasové chvíle. Na rozdíl od jiných dochovaných fotografií Lucemburska ze stejného období jsou ty, které pořídil Fischer, spíše zvláštní svým počtem a návazností. Každý víkend, kdy se mohl volně procházet po městě, vozil Fischer místním úřadům nejnovější ukázky své práce a dostal několik set franků za podmínky, že na zadní stranu napíše krátký popis historického kontextu. Fischer tak zanechal úplný záznam o tom, jak se město vyvíjelo po dlouhé období, od Belle Époque až po poválečná léta.
Batty Fischer zemřel v Lucemburku 27. prosince 1958. V jeho fotoaparátu byla nalezena napůl použitá role filmu.

## Sbírka
Asi 10 000 fotografií pořízených Fischerem v letech 1890 až 1958 je ve sbírkách Fototéky v Lucemburku. Patří mezi základní pilíře celé sbírky.